# Ринажево
Ринажево (пол. Rynarzewo, пол. Rynarzewo; нім. Rynarschewo 1815-1907, нім. Netzwalde 1907—1919 і 1939—1945) — село в Польщі, у гміні Шубін Накельського повіту Куявсько-Поморського воєводства.
Населення — 1461 особа (2011).

## Географія
Село розташовується в 8 км від адміністративного центру гміни міста Шубін, 18 км від адміністративного центру повіту міста Накло-над-Нотецею і в 14 км на північний захід від адміністративного центру воєводства міста Бидгощ.

## Історія
Згідно письмового документа, поселення було засновано в 1299 році, одночасно із заснуванням поселення була побудована церква. Жителі села займалися сільським господарством і розведенням великої рогатої худоби. У 1579 році в селі було 4 ремісничих виробництва, 5 рибальських господарств і 3 пекарні. У 1788 році село налічувало 62 домогосподарств з головною площею. У селі проживало 439 людини. У 1816 році в селі було 68 будинків з 312 жителями, серед яких було 176 католиків, 422 лютеран і 12 євреїв. У 1831 році чисельність населення складала 693 людини, серед яких було 260 католиків, 379 лютеран і 54 євреїв. У 1837 році в селі була заснована добровільна пожежна бригада. У 1871 році в селі знаходилося 92 будинки з 791 жителями (329 католиків, 449 лютеран і 13 євреїв).
Власниками села були представники шляхетських родів Ринажевських, Чарнковських, Грудзіньських, Гембицьких, Скужевських.
У 1772 році селу указом прусського короля був наданий статус міста з отриманням власного герба Шренява. На червоному полі герба срібним кольором символічно зображена річка Шренява з хрестом нагорі.
З 1815 по 1919 роки поселення входило до складу прусської провінції Позен. У 1843 році в селі була побудована лютеранська церква. У 1884 році в Ринажеві знаходилося поштове відділення і поліцейське управління. Щорічно в місті збиралися 4 ярмарки. У 1907 році поселенню було присвоєно німецьку назву Нетцвальде (нім. Netzwalde). Після Великопольського повстання (1918—1919) і укладення Версальського договору в 1920 році населена в основному поляками територія, на якій розташовується поселення, потрапила під контроль відтвореної Польської Республіки. Після окупації Польщі Третім рейхом поселення входило до складу округу Хоензальца рейхсгау Вартеланд.
До 22 травня 1934 року поселення мало статус міста, який був потім скасований. Ринажево зберіг свій історичний герб. У 1950—1998 роках поселення входило до складу Бидгощського воєводства.

## Демографія
Демографічна структура станом на 31 березня 2011 року:
|          | Загалом | Допрацездатний вік | Працездатний вік | Постпрацездатний вік |
| -------- | ------- | ------------------ | ---------------- | -------------------- |
| Чоловіки | 733     | 164                | 505              | 64                   |
| Жінки    | 728     | 169                | 434              | 125                  |
| Разом    | 1461    | 333                | 939              | 189                  |